# ハーフ&ハーフ (フラチナリズムのアルバム)
『ハーフ＆ハーフ』は、フラチナリズムの1stフルアルバム。2016年8月3日に日本クラウンより発売。オリジナル曲5曲、カバー曲6曲からなる。

## 概要
フラチナリズムの１stフルアルバム。「時代に残る名曲のカバー6曲」と「時代に残したい自分たちのオリジナル5曲」を合わせた全11曲が収録されている。
サウンドプロデューサーは、シングル「KAN&PAI-the world-」でサウンドプロデュースを担当したnishi-kenである。ジャケット写真はフラチナリズムのイメージである褌、法被ではなく普通の服をきているため、話題となった。
※オフィシャル ウェブサイト「DISCOGRAPHY」参照。

## 収録曲
1. Body&Soul (4:47) / SPEED
2. ひな壇芸人行進曲 (3:34)
3. ガラガラヘビがやってくる (3:23) / とんねるず
4. 抱きしめてWonderland (4:10)
5. 赤いスイートピー (4:36) / 松田聖子
6. 懐かしき友よ (6:08)
7. モンロー・ウォーク (3:14) / 南佳孝
8. Don't Stop My Love～あいつはドスマラ～ (4:06)
9. 小さな恋のうた (4:30) / MONGOL800
10. さよなら、I LOVE YOU (4:53)
11. おひさま〜大切なあなたへ (5:21) / 平原綾香

〈オリジナル5曲/カバー曲6曲〉
作詞／作曲 フラチナリズム（2、4、6、8、10）